# Bento Fernandes
Bento Fernandes là một đô thị thuộc bang Rio Grande do Norte, Brasil. Đô thị này có diện tích 301,075 km², dân số năm 2007 là 4891 người, mật độ 16,2 người/km².